# Аквілейський патріархат
45°46′00″ пн. ш. 13°22′00″ сх. д. / 45.766666666667° пн. ш. 13.366666666667° сх. д.
Аквілейський патріархат (лат. Patriarchatus Aquileiensis) — єпископська резиденція та церковна провінція на північному сході Італії, центром якої спочатку було стародавнє місто Аквілея, розташоване біля північного узбережжя Адріатичного моря. Виник у IV столітті як церковна провінція з юрисдикцією над римською італійською провінцією часів принципату Венетія та Істрія (лат. Venetia et Histria). У другій половині VI століття єпископи-митрополити Аквілеї почали використовувати патріарший титул і Аквілейський патріархат фактично став невизнаною автокефальною церквою. Після завоювання Аквілеї лангобардами, у 568 році резиденцію було перенесено до міста Градо. У 606 році стався внутрішній розкол, і з того часу існувало дві ворогуючі лінії Аквілейських патріархів: одна в Новій Аквілеї (Градо) з юрисдикцією над контрольованими Візантією прибережними регіонами, а інша в Старій Аквілеї (пізніше переміщена до Кормонса). Перша лінія патріархів (Градо) тривала до 1451 року, тоді як друга лінія (Кормонс, пізніше Чивідале, а потім Удіне) тривала до 1751 року. Патріархи другої лінії також були феодалами Аквілейської патріаршої держави. Протягом пізньої античності та протягом середньовіччя було проведено низку Аквілейських церковних соборів. Сьогодні це титулярний архієпископський престол.

## Історія

### Від єпископства до патріархату

Територія регіону Римської імперії X "Венеція та Істрія", церковним центром якої була Аквілея

Давня традиція стверджує, що Аквілейську кафедру заснував св. Марк, посланий туди св. Петром перед його місією в Александрії. Вважається, що її першим єпископом був святий Єрмагор, що бл.70 року загинув мученицькою смертю. Наприкінці III століття (285 р.) єпископом Аквилеї був інший мученик, святий Ілар (або Іларій).

Протягом IV століття місто було головним церковним центром однієї з одинадцяти областей Італії, заснованих ще римським імператором Августом — Regio X «Venetia et Histria» на півночі Адріатики. У 381 році святий Валеріан з'являється як митрополит-єпископ на цій території, проведений ним того року синод проти аріан, відвідали 32 (або 24) єпископи. Наступником Валеріана став Хроматій (388—408), відомий своїми гомілетичними та екзегетичними працями. Він сприяв роботі Єроніма Стридонського і Руфіна Аквілейського і підтримував контакти з Амвросієм Медіоланським і Іоанном Золотоустим.

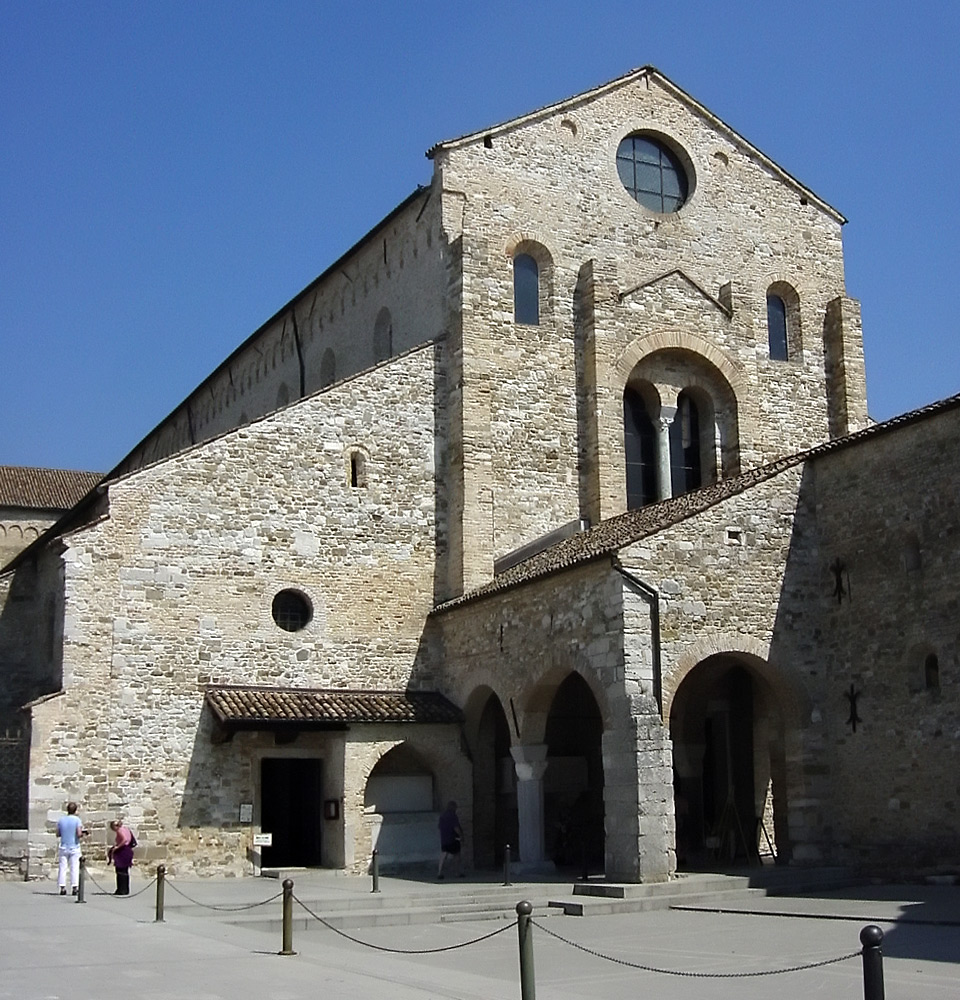
Патріарша базиліка Санта-Марія-Ассунта в Аквілеї (XI ст.), зведена на місці оригінального храму IV ст.

З часом частина західної Іллірії, а також північні Норик і Реція потрапили під юрисдикцію Аквілеї. Римські міста, такі як Верона, Трент, Пола, Беллуно, Фельтре, Віченца, Тревізо та Падуя, були серед його суфраганів у V та VI століттях. Будучи митрополитами такої великої території та представниками римської цивілізації серед остготів і лангобардів, архієпископи Аквілеї домагалися та врешті отримали від своїх варварських господарів почесний титул патріарха, хоча й особистий а не постійний. Цей титул сприяв і водночас виправдовував сильну тенденцію до незалежності, яка була досить явною у відносинах Аквілеї з Римом, рису, яку вона поділяла зі своїм суперником, Равенною, єпископи якої так ніколи і не отримали патріаршого сану.
Рішення імператора Юстиніана про те, що Італія також має прийняти його релігійну політику, яка сприяла монофізитству, зустріло сильну опозицію з боку єпископа Аквілеї Македонія (539—557). Тим часом Папа Римський Вігілій піддався погрозам Юстиніана і приєднався до Другого Константинопольського собору 553 року, який засудив трьох представників, пізніше відомих як Три Глави. Завдяки мовчазній згоді Вігілія в засудженні «Трьох Глав», єпископи Північної Італії (Лігурії та Емілії), а серед них і Венеції та Істрії, розірвали спілкування з Римом під проводом Македонія. Цей розкол трьох глав дав можливість єпископу Аквілеї прийняти титул «патріарх». Наступник Македонія Паулін I (557—569) почав використовувати титул близько 560 року.
Тим часом до кінця наступного десятиліття лангобарди захопили всю Північну Італію. У 568 році патріарх Аквілеї був змушений втекти зі скарбами своєї церкви на маленький острів Градо, поблизу Трієста, останній залишок імперських володінь у північній Італії. Ця політична зміна не вплинула на відносини патріархату з Римом і його єпископи, чи то на території Ломбардії, чи на імперській території, наполегливо відмовлялися від усіх запрошень до примирення.

### Розрив з Градо
Різноманітні спроби пап у Римі та екзархів у Равенні, як мирні, так і інші, зустріли наполегливу відмову відновити узи єдності аж до обрання Кандідіана (606 або 607 рік) митрополитом Аквілеї (у Градо). Втомлені п'ятдесятирічним розколом, ті з його суфраганів, чиї престоли знаходилися в межах імперії, приєдналися до нього, підкоряючись Риму; його материкові суфрагани серед лангобардів зберігалися в розколі. Вони пішли далі й обрали в самій Аквілеї патріарха Іоанна Абата (606 або 607 рік), так що відтепер у Північній Італії існувало два невеликих патріархати: острівний Аквілейський патріархат у Градо та материковий патріархат Старої Аквілеї, з резиденцією у фортеці Кормонс.

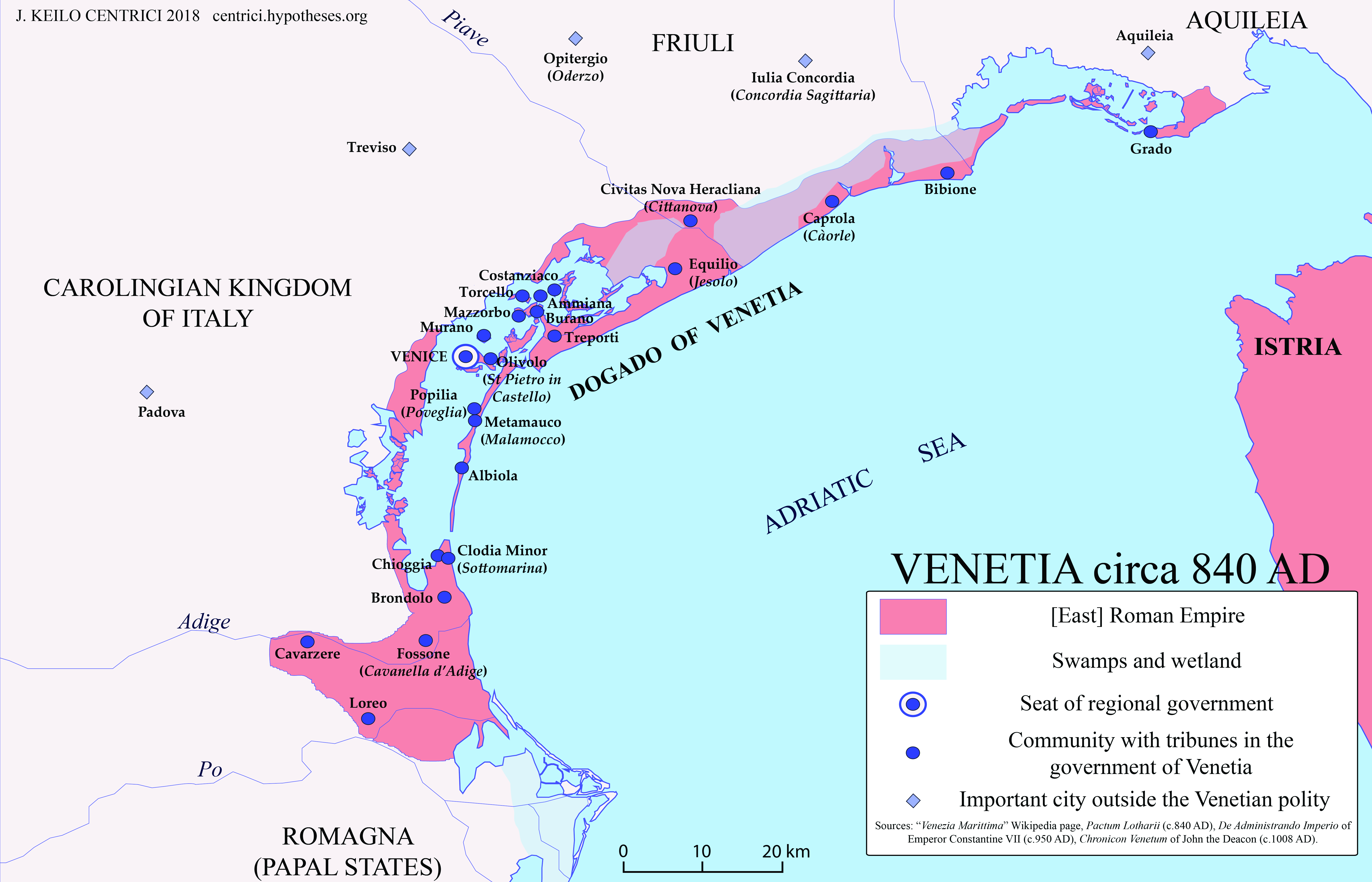
Градо та інші візантійські володіння в Північній Адріатиці (VI—IX ст.)

Зі смертю лангобардського короля Грімоальда (671), який був аріанином, ставлення лангобардів до Аквілейського патріархату почали змінюватися. Тепер представники лангобардського королівського двору були переважно католиками і виступали за угоду з Римською церквою. Згодом лангобардські королі забажали усунути всі конфлікти з Римом, включаючи його розкол з Аквілейською церквою. Поступово розкол втратив свою силу. Король Куніперт скликав Синод у Павії (698/699), на якому Стара Аквілея примирилася з Римом, і Папа Григорій II надав палій патріарху Серену (715—730) Аквілеї в 723 році. Ймовірно, у VII столітті папи визнали за митрополитами Градо титул патріарха Аквілеї, щоб компенсувати його присвоєння митрополитами Старої Аквілеї. У наступні століття цей титул продовжував використовуватися обома, але вже не мав жодного практичного значення.
У 628 році патріархи Старої Аквілеї перенесли свою резиденцію в Кормонс. Патріарх Калліст переніс патріаршу резиденцію до Чівідале-дель-Фріулі (Форум Юлії) у 737 році, і вона залишалася там до XIII століття, коли її знову перемістили, цього разу до Удіне у 1223 році.
В останнє десятиліття VIII століття створення нової митрополичої кафедри в Зальцбурзі зменшило розмір єпархії Старої Аквілеї, яка довго претендувала на територію Каринтії. У 787–802 роках Патріархом Аквілеї був спільник Карла І Паулін II, що сприяв поширенню в регіоні впливу Каролінзької імперської. Ще пізніше Патріарх Урс Аквілейський (пом. 811) прийняв арбітраж Карла Великого, відповідно до якого територія Каринтії на північ від Драви була передана Арно Зальцбурзькому. Після смерті Урса Максенцій вимагав коштів у двору Карла Великого на відбудову Аквілеї. Максенцій служив патріархом Аквілеї з 811 р. до своєї смерті в 837 р. 
Тим не менш, угорське вторгнення в IX столітті та занепад імперського контролю посилили авторитет патріархів.

### Розширення і занепад

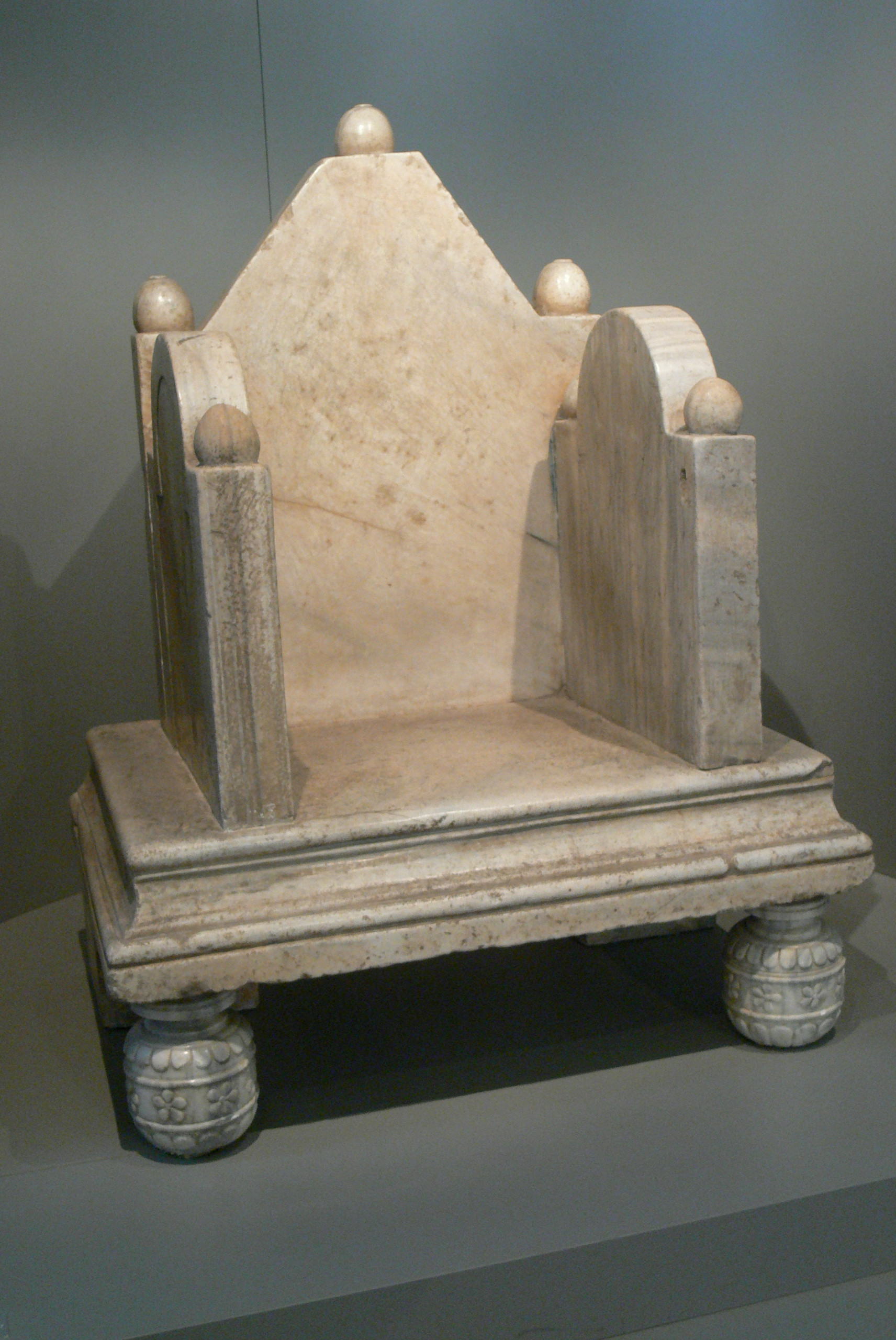
Престол аквілейського патріарха (XI ст). Музей християнства, Чивідале.

Німецький феодальний вплив відтепер ставав дедалі відчутнішим у церковних справах Старої Аквілеї. У 1011 році один з її патріархів Іоанн IV в оточенні тридцяти єпископів освятив новий Бамберзький собор. Поппо, або Вольфганг (1019—1042), близький до імператора Конрада II, освятив свій власний собор в Аквілеї 13 липня 1031 року на честь Пресвятої Діви Марії. За його правління місто також отримало нові мури. Поппо також зумів остаточно звільнити патріарха від влади Каринтійського герцогства та воював проти Градо.
У 1047 році патріарх Еберхард, німець, сприяв оголошенню на Римському синоді того, що Аквілея поступається в честі лише Риму, Равенні та Мілану. Однак у 1063 році папа Лев IX оголосив Градо верховною владою, хоча Готебальд зберіг підтримку імператора Генріха III.

### Тимчасова влада
У 1077 році патріарх Зігхард Бельштейнський отримав титул герцога Фріульського від німецького короля Генріха IV, акт, який традиційно вважається народженням Аквілейської держави, або Patrie dal Friûl. Згодом Патріархат розширив свій політичний контроль у цій області: регіони під контролем Аквілеї в наступні століття включали Трієст, Каринтію, Штирію, Кадоре та центральну частину Істрії. У період свого розквіту Аквілейський патріархат був однією з найбільших держав Італії. Дворяни з патріархату були активними учасниками хрестових походів. У 1186 році патріарх Годфрі коронував сина Фрідріха Барбаросси, Генріха VI, у базиліці Сант-Амброджіо в Мілані як короля Італії, у відповідь папа Урбан III позбавив його влади.
На початку XIII століття, особливо за Вольфгера фон Ерла (1204—1218) і Бертольда (1218—1251), Патріархат мав процвітаючу промисловість і торгівлю, чому сприяла хороша мережа доріг, а також помітна культурна діяльність. Пошкоджена землетрусами та іншими стихійними лихами та скорочена до кількох сотень жителів, Аквілея була майже покинута в XIV столітті. Столиця держави була перенесена спочатку в Чивідале, а потім, з 1238 року, в Удіне, в центрі Фріулі, який був улюбленою резиденцією патріарха з XIII століття і незабаром став великим містом.
Однак наприкінці століття Патріархату довелося зіткнутися зі зростаючою владою Венеційської республіки, а також з внутрішніми чварами між власними васалами, а також вплутатися в нескінченні війни між гвельфами та гібелінами. Відродження відбулося під час правління Бертрана (1334—1350), успішного адміністратора та полководця. Він був убитий у 1350 році під час змови у віці дев'яноста років.

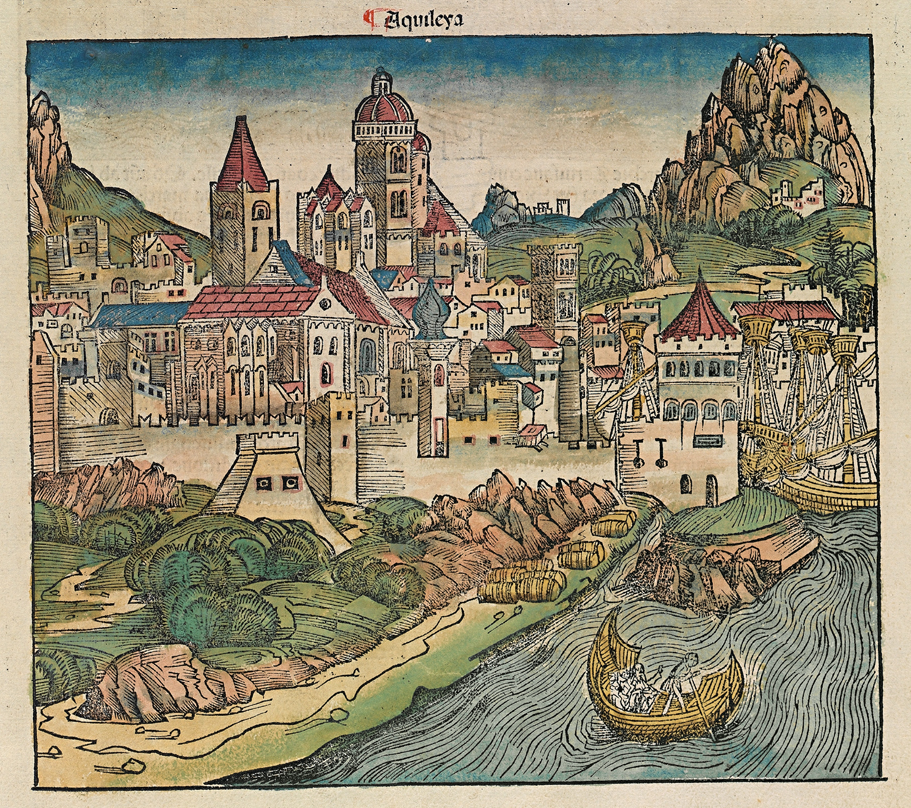
Аквілея на деревориті 1493 року.Гартман Шедель, Нюрнберзька хроніка.

З моменту перенесення патріаршої резиденції до Удіне венеційці ніколи не жили в мирі з патріархатом, чия імперська прихильність викликала у Венеції заздрість. У XV столітті держава також постраждала від серії внутрішніх чвар між Чівідале та Удіне. У 1411 році це переросло у війну, яка мала ознаменувати кінець патріархату, оскільки Чівідале отримав підтримку від більшості фріульських комун, да Каррара з Падуї, імператора та короля Угорщини, тоді як останнього підтримували венеційці. У грудні того ж року імперська армія захопила Удіне, а в наступному січні Людовик Текський був призначений патріархом у міському соборі. 23 липня 1419 року венеційці завоювали Чивідале і готувалися зробити те саме з Удіне. Місто впало 7 червня 1420 року після тривалої облоги. Незабаром після цього венеційці підкорили Джемону, Сан-Даніеле, Венцоне і Толмеццо.
У 1445 році, після того як переможений патріарх Людовіко Тревізан на Флорентійському соборі мовчазно погодився зі втратою своєї стародавньої мирської держави в обмін на річну платню в 5000 дукатів, призначену йому з венеційської скарбниці, протистояння нарешті закінчилось. Після скасування патріархату Градо (1451) його замінив Венеційський патріархат. Надалі титул Патріарха Аквілеї зберігав лише релігійне значення. Колишня фріульська держава була включена до Венеційської республіки під назвою Patria del Friuli, якою керував генеральний проведитор або луоготененте, який проживав в Удіне.
При Доменіко Грімані (кардинал з 1497 р.) австрійська Фріулі була додана до території патріархату, юрисдикція якого поширювалася на деякі австрійські єпархії. У 1623 р. ректор Аквілеї Альберт Песслер від імені Фердинанда II, імператора Священної Римської імперії, звернувся з проханням заснувати Єпископство Горіції та вивести австрійські єпархії з-під юрисдикції Аквілейського патріархату.

### Згасання
109-м і останнім патріархом Аквілеї був Даніель Дольфін, коад'ютор з 1714 року свого попередника Діонігіо Дольфіна, його наступник з 1734 року та кардинал з 1747 року.
Венеційські претензії на номінацію патріарха Аквілеї були зустрінуті зустрічними претензіями з боку Австрії з кінця XV століття, коли австрійські єпархії були включені до юрисдикції патріархату.
Нарешті арбітром було обрано Бенедикта XIV. Він присудив (1748–49) архідієцезії Удіне венеційську територію у Фріулі, а для австрійських володінь він створив апостольський вікаріат з резиденцією в Горіції, незалежний від Патріарха Аквілеї та безпосередньо залежний від Святого престолу, від імені якого здійснювалася вся юрисдикція.
Це рішення не задовольнило Венецію, і в 1751 році буллою Injunctio Nobis від 6 липня Папа розділив патріархат на дві архієпархії; один в Удіне, з венеційською Фріулі для його території, інший у Горіції, з юрисдикцією над австрійською Фріулі. Від стародавнього патріархату, колись такого гордого й впливового, залишилася лише парафіяльна церква Аквілеї. Він був негайно підпорядкований Апостольському Престолу, а його настоятелю було надано право використовувати єпископські знаки сім разів на рік.

### Титулярна кафедра
У 1968 році Аквілея була включена до списку титулярних (більше не резиденційних) кафедр Католицької церкви з рангом митрополії. Станом на  2014 Престол обіймав Чарльз Джон Браун, нині Апостольський нунцій на Філіппінах, який був призначений на престол 26 листопада 2011 року.